# Застенок (поселение)
Засте́нок (от sciana, стена, межа, польск. zaścianek, белор. засценак) ― вид сельского поселения в Великом княжестве Литовском и Русском, а впоследствии и в Российской империи, образовавшийся в результате волочной померы XVI века.
Застенки также существовали в некоторых регионах Польши (в Полесье, на Волыни и прочих), в разных краях Руси назывались односелье, хутор, заимка, однодворок, одинокий посёлок на пустоши, вне общей крестьянской межи.

## Происхождение застенка
По Уставе на волоки 1557 вводился трёхпольный севооборот, и все крестьянские земли разбивались на три поля с чётко определёнными межами («стенами»).
После межевания оставались отрезки ― «застенки» (то есть, оставшиеся за межами), сдаваемые в аренду мелкой  шляхте (застенковая шляхта). Это была немерянная земля, прилегавшая к сенокосам, пашне, болотам и т. д.
Застенки были различными по величине. От хуторов малые застенки отличались только сословной принадлежностью, большие застенки скорее уподоблялись крупным деревням (вёскам).

## Этимология наименования
Русский филолог А. А. Потебня в книге «К истории звуков русского языка» слово застенок отождествляет не со словом стена (лат. murus, греч. греч. στία), а с словом стен (лат. umbra, греч. σχιά), похожее на укр. стінка ― лесок (лес обычно был границей между землями, отведенными селу).

## Ликвидация застенков
В советское время часть застенков была расселена и раскулачена, часть стала деревнями.